# دوتی وست
دوروتی ماری مارش وست (به انگلیسی: Dorothy Marie Marsh West) (متولد ۱۱ اکتبر ۱۹۳۲ – درگذشته ۴ سپتامبر ۱۹۹۱) خواننده، ترانه‌سرا و بازیگر اهل آمریکا بود.

## اوایل زندگی
دوروتی ماری مارش در ۱۱ اکتبر ۱۹۳۲ از پلینا آرتا از مک مین ویل تنسی متولد شد.
پدر دوتی، هولیس مارش، یک الکلی بود که او را مورد ضرب و شتم و آزار جنسی قرار می‌داد. این بدرفتاریها تا ۱۷ سالگی دوروتی ادامه داشتند و سرانجام دوروتی پدرش را به کلانتری محل گزارش کرد. او در دادگاه علیه پدرش شهادت داد، پدرش به ۴۰ سال زندان محکوم شد و سرانجام در سال ۱۹۶۷ در آنجا درگذشت.
وی پس از مدت کوتاهی زندگی با کلانتر، به همراه مادر و خواهر و برادرش به مک مین ویل نقل مکان کرد. در سال ۱۹۵۱، وی بورس تحصیلی موسیقی را از دانشگاه فنی تنسی در کوکویل، تنسی دریافت کرد. در آنجا، او با شوهر اول خود، گیتاریستی به نام بیل وست آشنا شد که دارای چهار فرزند بود، از جمله شلی وست که ستاره موسیقی کانتری بود. وی با استفاده حرفه ای از نام خانوادگی خود ادامه داد.

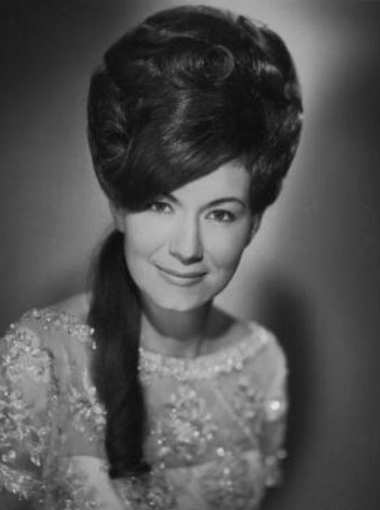
West c. 1965

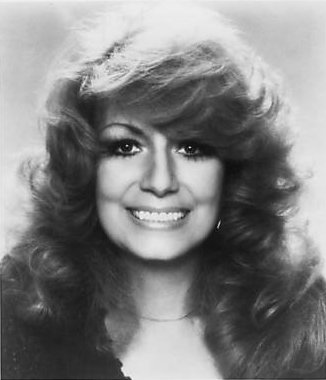
عکس تبلیغاتی از وست سال ۱۹۸۱

## مرگ
مراسم خاکسپاری وست با حضور ۶۰۰ نفر از دوستان و خانواده از جمله امیلو هریس، کانی اسمیت، جانی و جون کارتر کش و لری گاتلین در کلیسای مسیح برگزار شد.